# Mancel Thornton Munn
Mancel Thornton Munn (ur. 31 stycznia 1887 w Plainwell, zm. 6 listopada 1956 w Arcadii) – amerykański agronom i botanik.
Mancel Thornton Munn w 1911 roku ukończył Michigan Agricultural College. Przez następne dwa lata zajmował się badaniem próbek nasion przeznaczonych do siewu. Po ukończeniu studiów przyjął stanowisko asystenta naukowego w „New York Experiment Station w Genewie, gdzie będzie odpowiedzialny za prace nad nasionami. Później został kierownikiem tego oddziału i uzyskał tytuł profesora. Po przejściu na emeryturę 31 lipca 1952 r. Rada Powiernicza Uniwersytetu Cornella zatwierdziła jego nominację na emerytowanego profesora ds. badań nasiennych.
Ożenił się i miał pięcioro dzieci. Interesował się harcerstwem, był także dość aktywny w Kościele Baptystów w Genewie. Wraz z żoną odegrał wiodącą rolę w życiu społecznym  i był pierwszym prezesem Station Club.
Był pionierem uregulowań prawnych dotyczących produkcji i sprzedaży nasion w USA. Profesor Munn nadzorował oficjalne testy nasion. Opracował wiele procedur i technik testowania nasion w laboratorium, które są obecnie rutynowymi operacjami w laboratoriach nasiennych na całym świecie. Jego innowacje w testowaniu nasion maja ogromne znaczenie w poprawie wydajności produkcji roślinnej.
Był członkiem American Association for the Advancement of Science, the American Phytopathological Society, the Association of Official Seed Analysts, od 1920 r. prezesem International Crop Improvement Association i New York State Agricultural Society, członkiem Theta Chi and Sem Bot i honorowym członkiem towarzystwa botanicznego na Michigan State University.
Interesował się mykologią. Opisał nowe taksony grzybów W ich naukowych nazwach dodawane jest jego nazwisko Munn.